# Ridge Racer Accelerated
Ridge Racer Accelerated est un jeu vidéo de course développé et édité par Namco, sorti en 2009 sur iOS.

## Accueil
- IGN : 5/10[1]